# Alí Malúl
Alí Malúl (arabul: علي معلول; Szfaksz, 1990. január 1. –) tunéziai válogatott, aki jelenleg az el-Ahlí játékosa.

## Sikerei, díjai

### Klub
- CS Sfaxien
  - Tunéziai bajnok: 2012-13
  - CAF Konföderációs Kupa: 2013

### Egyéni
- Tunéziai bajnokság gólkirálya: 2015-16

## Külső hivatkozások
- Alí Malúl adatlapja a Soccerway oldalon (angolul)
- Ali Maâloul Transfermarkt